# Royaume Orungu
Le royaume Orungu (ou royaume d'Orungu) (env. 1700-1927), en portugais : Reino da Orungu, était un petit État pré-colonial situé dans l'ouest de l'actuel Gabon, dans l'estuaire de l'Ogooué. Il contrôlait localement la traite esclavagiste aux XVIIIe et XIXe siècles, ce qui lui permit d'être un important lieu de commerce au Gabon durant cette période.

## Origines
| \| Embouchure de l'Ogooué \| Emplacement de l'embouchure de l'Ogooué au Gabon |
| Embouchure de l'Ogooué                                                        |

Le nom du royaume provient de celui de ses fondateurs, les Orungu, qui parlent l'orungu, une langue myènè. Leur origine est inconnue. La plupart des chercheurs postulent qu'ils sont arrivés dans le delta de l'Ogooué au début du XVIIe siècle, en provenance du sud. Cela semble en outre confirmé par le fait que les Orungu ont été fortement influencés par le royaume de Loango ou tout du moins par ses commerçants Vili. Durant leur période de migration, les Orungu entrainèrent avec eux un autre peuple parlant le myènè, les Mpongwe, jusque dans l'estuaire du Komo, dans une volonté de dominer le commerce avec les Européens. L'opération réussit et un royaume Mpongwe prospère émergea près du Cap Lopez.

## Gouvernement
Le royaume Orungu était constitué de vingt clans. L'un de ces clans était considéré comme de lignée royale, tandis que les autres clans contrôlaient le commerce maritime des produits venus de l'intérieur. Cette organisation était unique dans une région où l'organisation politique de base était celle du chef de village gouvernant de manière plus ou moins collégiale. Les Orungu avaient rejeté ce modèle au profit d'un monarque unique, que leurs traditions faisaient descendre d'un personnage légendaire, portant le titre de Mani Pongo. Les dénominations des responsables politiques étaient empruntées à celles du royaume de Loango, tout comme la logique de hiérarchie des clans. Ces institutions semblent avoir été importées depuis le district de Chilongo au Loango. Cependant, le titre du roi, Agamwinboni, semble avoir une origine Orungu car il n'utilise pas le préfixe mani qu'on retrouve au Loango ou dans le royaume du Kongo.

## Économie
Le royaume Orungu développa une économie d'intermédiaire commercial grâce à sa position sur la côte. Au XVIIe siècle, les Néerlandais, pour la part européenne, dominaient la traite côtière et l'ivoire était le principal produit concerné. Les Orungu étaient forgerons et construisaient des bateaux ce qui leur permettait de dominer la traite côtière, pour la part africaine. Les échanges maritimes étaient partagés entre les clans « non royaux », qui commerçaient l'ivoire, la cire d'abeille, le bois de teinture, le copal et l'ébène. Au début du XIXe siècle, le petit mais prospère royaume fut en mesure d'« importer » des esclaves depuis l'intérieur des terres.

### Esclavage
La côte du Gabon, à l'instar de celle du Cameroun, jouait un rôle mineur dans la traite esclavagiste en comparaison du delta du Niger, de la côte de Loango ou de la côte de l'Angola. L'exportation d'esclaves ne devint significative que dans le dernier tiers du xviiie siècle. À l'origine, le royaume était acheteur plutôt que vendeur d'esclaves. Il importait également du fer. Plus tard, vers les années 1760, les Orungu négociaient des esclaves, ce qui permettait à l'agamwinboni de s'enrichir via la fiscalité sur les transports sur la rivière Nazareth (l'Ogooué) et la rivière San Mexias. Cependant, le commerce d'esclaves du royaume Orungu faisait pâle figure en comparaison de celui de ses voisins du sud. En 1788, la région du Cap Lopez et de l'estuaire du Komo (« estuaire du Gabon ») exportait environ 5 000 esclaves par an, à comparer avec les 13 500 traités sur la côte de Loango. Au début du xixe siècle, la lagune Fernan Vaz, au sud du Cap Lopez, fournissait un grand nombre d'esclaves au royaume Orungu. Au milieu du xixe siècle, les ethnies côtières les plus importantes, telles que les Mpongwe, ne vendaient pas leurs propres membres. Les Orungu, cependant, vendaient souvent les débiteurs insolvables, les sorciers, les coupables d'adultère et les escrocs aux esclavagistes portugais. En 1853, la monarchie Orungu, en la personne du roi Ombango-Rogombe, accepta d'abandonner le commerce des esclaves. En fait, le commerce fut simplement transféré plus en amont du fleuve et les commerçants tentèrent de poursuivre la traite secrètement. Ce commerce illicite perdura jusque dans les années 1870, partant de l’amont de l'Ogooué vers les acheteurs portugais sur la côte.

## Culture
En dépit de leur réputation d'être les plus importants trafiquants d'esclaves de la région, certains visiteurs laissèrent des commentaires favorables sur l'endroit et son peuple. John Newton visita la zone en 1743 et nota que les gens semblaient « les personnes les plus humaines et les plus morales que j'ai rencontrées en Afrique ; et c'étaient les gens qui avaient le moins de relations avec l'Europe ». Cela n’a pas dû être longtemps vrai… Au fil du temps, les Orungu empruntèrent aux Européens leurs habits et leurs mœurs. Les Orungu restaient cependant fortement attachés à leurs croyances traditionnelles et étaient hostiles aux missionnaires européens. En conséquence, il n'acquirent malgré tout que peu d'éléments de la culture occidentale, ce qui limita leur influence dans l'administration coloniale et la politique post-coloniale du Gabon. Aujourd'hui les Orungu forment l'un des plus petits groupes ethniques du Gabon avec, environ, 10 000 personnes.

## Déclin
La chute du royaume Orungu est directement liée au déclin du commerce des esclaves. Le roi en était dépendant et il fut incapable de maintenir le pouvoir sans cela, ce qui provoqua la désintégration du royaume. En 1873, le roi Ntchengué signa un traité autorisant les Français à installer un comptoir en territoire Orungu. En 1927, les Français avaient colonisé le reste du royaume.

### Traduction
1. ↑  (en) « the most humane and moral people I ever met with in Africa; and they were the people who had the least intercourse with Europe at that time »

### Crédit d'auteurs
- (en) Cet article est partiellement ou en totalité issu de l’article de Wikipédia en anglais intitulé « Kingdom of Orungu » (voir la liste des auteurs).